# Анна Джейн Гаррісон
Анна Джейн Гаррісон (23 грудня 1912 року — 8 серпня 1998 року) — американська вчена хімік-органік та професор хімії в коледжі Маунт Холіок протягом майже сорока років. Вона була першою жінкою-президентом Американського хімічного товариства і отримала двадцять почесних ступенів. Широко відома своєю викладацькою діяльністю і була активною на національному та міжнародному рівні прихильницею жінок у науці.

## Дитинство та освіта
Вона народилася в 1912 році в місті Бентон-Сіті, штат Міссурі. Її батьки, Альберт Гаррісон і Мері Кетрін Джонс Гаррісон, були фермерами. Батько помер, коли їй було сім років, залишивши маму керувати сімейним господарством і піклуватися про доньку та її старшого брата. Анна почала цікавитися наукою, відвідуючи середню школу в Мексіко, штат Міссурі . Вона отримала ступінь бакалавра в 1933 році в галузі хімії, ступінь бакалавра в 1935 році в галузі освіти, магістра з хімії в 1937 році, а також кандидата наук в 1940 році у фізичній хімії, всі в університеті Міссурі в Колумбії, штат Міссурі. Її кандидатська наукова дисертація була зосереджена на реакціях з використанням натрієвих кетилів.

## Кар'єра
Працюючи над здобуттям ступеня магістра в галузі хімії, Анна викладала в однокімнатній сільській школі в окрузі Одрен, штат Міссурі, в якій вона навчалася в дитинстві. Потім викладала хімію в Меморіальному коледжі Х. Софі Ньюком, координатному жіночому коледжі університету Тулейн з 1940 по 1945 рік.
У 1942 році, перебуваючи у відпустці від навчання під час Другої світової війни, Гаррісон проводила таємні військові дослідження в Університеті Міссурі. У 1944 році вона провела дослідження по отруйного диму для Національного дослідницького комітету оборони, в AJ Griner Co. в Канзас — Сіті, штат Міссурі, і Corning Glass Works в Corning, Нью — Йорк. Ця робота відіграла важливу роль у створенні наборів для виявлення диму для армії США Гаррісон отримала премію Френка Форреста від Американського керамічного товариства за свої дослідження..
У 1945 році вона приєдналася до хімічного факультету коледжу Маунт Холіок в якості доцента. Анна прийшла туди працювати з професором і дослідником Еммою П. Карр. У 1950 році вона стала професором кафедри, а з 1960 по 1966 р. — завідувачем кафедри. В 1979 році Гаррісон звільнилася з коледжу Маунт Холіок і після виходу на пенсію викладала в Американській військово-морській академії в Аннаполісі, штат Меріленд.
Дослідження Гаррісон орієнтувалися на структуру органічних сполук та їх взаємодію зі світлом, особливо в ультрафіолетових і далеких ультрафіолетових смугах. Вона отримала грант від Консультативної ради Фонду досліджень нафти Американського хімічного товариства для «експериментального вивчення спектрів поглинання ультрафіолету та продуктів фоторозпаду виділених органічних сполук».
З 1972 по 1978 роки Анна Гаррісон працювала в Національній науковій комісії. У 1978 році вона стала першою жінкою-президентом Американського хімічного товариства. Також обіймала посаду президента Американської асоціації розвитку науки в 1983 році.
Будучи педагогом і дослідником, Гаррісон співпрацювала з багатьма науковими організаціями в Сполучених Штатах, зокрема Американським хімічним товариством, Американською асоціацією розвитку науки, Асоціацією американських коледжів, Асоціацією виробників хімічної продукції, Комісією з освіти Держави, Місячним і Планетарним Інститутом, Асоціацією виробничих хіміків, Національною академією наук, Національною дослідницькою радою, Національною науковою радою та Національним науковим фондом.
Як представник цих організацій вона відвідала Індію в 1971 та 1983 роках, Антарктику в 1974 році, Японію, Іспанію та Таїланду в якості президента Американського хімічного товариства в 1978 році.
Анна Гаррісон написала статті для журналу Американського хімічного товариства, хімічних та інженерних новин та Encyclopædia Britannica і працювала в редакційних журналах Національної Асоціації Науковців та Chemical & Engineering News .
У 1989 році Гаррісон була співавтором підручника (з колегою Едвіном С. Уівером) під назвою «Хімія: пошук для розуміння».
Анна була зацікавлена в роботі над збільшенням фінансування наукової освіти державними та федеральними агентствами, а також сприяння розвитку жінок у науці.
Вона померла в Холіоке, штат Массачусетс, у віці вісімдесяти п'яти років від інсульту.